# Please Like Me
Please Like Me je australský komediální televizní seriál natočený podle námětu a scénáře mladého komika Joshe Thomase. Ten ztvárnil i ústřední roli 20letého Joshe, který poněkud rychle dospěje a uvědomuje si, že jeho rodiče nejsou žádní hrdinové, jak si dříve myslel, ale jen velcí hlupáci, kteří vůbec netuší, „která bije“.
Produkce seriálu probíhala od 19. března 2012. První šestidílnou řadu vysílala televize ABC premiérově od 28. února do 28. března 2013.

## Obsazení
Hlavní role a jejich herecké obsazení:
| Josh Thomas    | Josh                |
| Thomas Ward    | Tom                 |
| Debra Lawrance | Rose, Joshova matka |
| David Roberts  | Alan, Joshův otec   |
| Judi Farr      | prateta Peg         |
| Caitlin Stasey | Claire              |
| Wade Briggs    | Geoffrey            |

V dalších rolích hráli:
| Nikita Leigh-Pritchard | Niamh         |
| Renee Lim              | Mae           |
| Andrew S. Gilbert      | Rod           |
| Ben Anderson           | doktor        |
| Kylie Trounson         | sestra        |
| Paul Dawber            | otec Callahan |

## Díly
První řada seriálu zahrnovala 6 dílů (první dva byly vysílány společně jako pilotní dvoudíl). Další dvě řady byly desetidílné. Čtvrtá řada seriálu se vrátila opět k počtu 6 dílů.
| Řada | Díly | Premiéra v Austrálii | Premiéra v Austrálii |
| Řada | Díly | První díl            | Poslední díl         |
| ---- | ---- | -------------------- | -------------------- |
| 1    | 6    | 28. února 2013       | 28. března 2013      |
| 2    | 10   | 12. srpna 2014       | 14. října 2014       |
| 3    | 10   | 15. října 2015       | 17. prosince 2015    |
| 4    | 6    | 9. listopadu 2016    | 14. prosince 2016    |